# Білий корабель

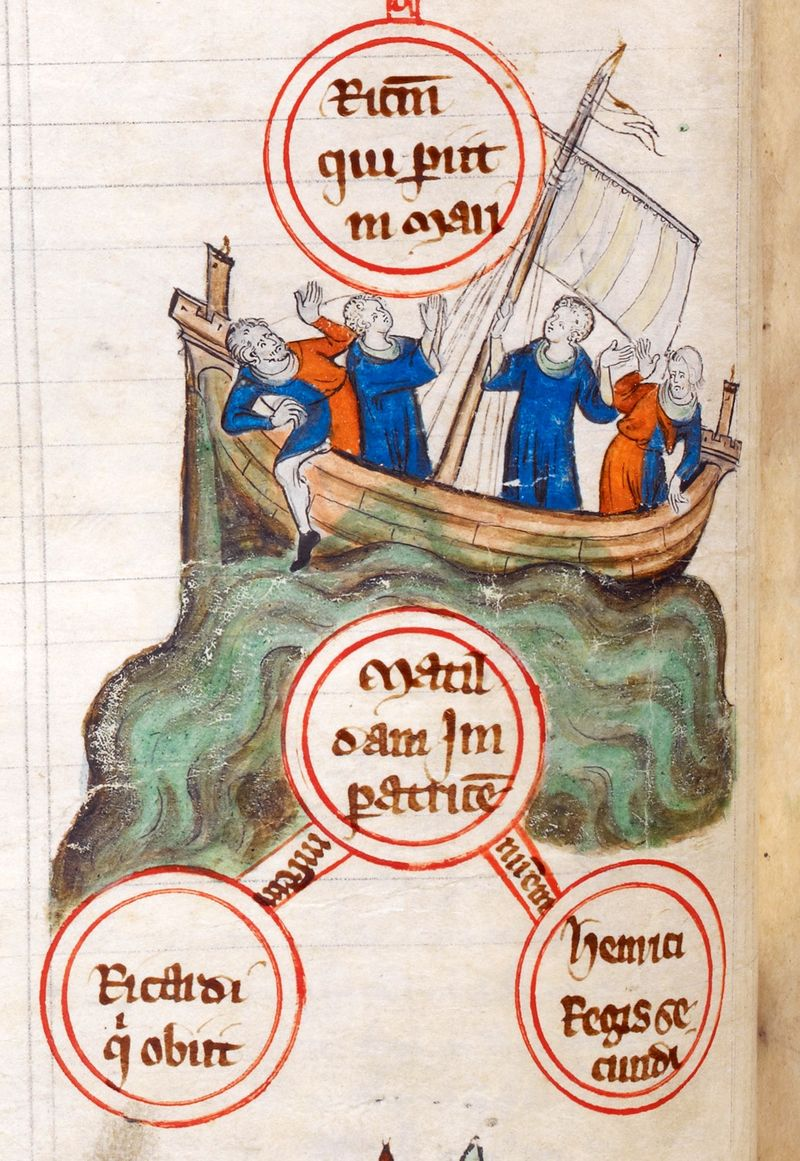
Катастрофа Білого корабля

«Білий корабель» (фр. Blanche-Nef; англ. White Ship) — корабель, що зазнав катастрофи 25 листопада 1120 року у протоці Ла-Манш поблизу берегів Нормандії, у якій загинула велика кількість англонормандських аристократів, включаючи спадкоємця англійського престолу Вільгельма Аделіна. Його смерть потягнула за собою феодальну анархію в Англії наприкінці 1130-их — 1140-их років.

## Історія
«Білий корабель» було збудовано в Нормандії Томасом Фіц-Стефаном, чий батько служив капітаном на флоті Вільгельма Завойовника у часи завоювання Англії. Його вважали одним з найкращих нормандських кораблів, збудованим за останнім словом техніки. Наприкінці 1120 року, після придушення повстання баронів Нормандії та відбиття вторгнення Людовика VI, англійський король Генріх I Боклерк вирішив повернутись до Англії. Для переправи через Ла-Манш йому було запропоновано «Білий корабель». Однак король, що вже домовився про використання іншого судна, передав «Білий корабель» своєму сину Вільгельму. Разом з останнім на ньому мала повернутись до Англії велика група англонормандських придворних та аристократів.
У момент відплиття корабля на ньому перебувало близько трьохсот людей, включаючи 140 лицарів і 18 знатних дам. Окрім принца Вільгельма в їх числі були незаконнонароджені діти Генріха I Річард і Матильда, графиня Першська, Річард д'Авранш, граф Честер та його дружина Люсія-Маго Блуаська, сенешаль Гійом де Піру та ще кілька крупних англонормандських баронів. На кораблі мав бути й Стефан Блуаський, племінник короля Генріха I, але незадовго до відплиття він зійшов на берег, за свідченням Ордеріка Віталія, через захворювання на дизентерію. Відправлення «Білого корабля» супроводжувалось святкуванням й розпиванням вина, яке було доставлено на борт у великій кількості за наказом принца Вільгельма, в результаті чого пасажири й команда до відплиття вже були у стані сильного алкогольного сп'яніння.
Відхід корабля затримався до пізнього вечора 25 листопада 1120 року, коли решта суден англійського короля вже перебували в Ла-Манші. Вільгельм наказав матросам прискорити веслування, щоб компенсувати згаяний час і наздогнати королівський флот. Але під час виходу з естуарію Сени, неподалік від Барфлера, «Білий корабель» у темряві наткнувся на напівприховану у воді скелю й швидко затонув. Вільгельму, за легендою, вдалось скористатись рятувальним човном, але під час спроби врятувати свою сестру Матильду Перську та інших придворних його човен також розбився й потонув. У катастрофі загинули всі, хто був на борту «Білого корабля». Відповідно до легенди, вижила тільки одна людина — м'ясник з Руана на ім'я Берольд, який і розповів історію загибелі судна.
Загибель принца Вільгельма, єдиного законного сина і спадкоємця короля Генріха I, різко ускладнила династичну проблему в англонормандській монархії. Невдовзі після цього в Нормандії знову спалахнуло повстання, підтримане королем Франції та графом Анжуйським, з метою зведення на нормандський престол Вільгельма Клітона, племінника Генріха I. Англійський король первинно зупинив вибір свого спадкоємця на Стефані Блуаському, який на щастя уникнув плавання на «Білому кораблі», однак 1125 року вирішив проголосити спадкоємицею свою дочку Імператрицю Матильду. Перспектива передавання престолу жінці викликала невдоволення серед частини англонормандських аристократів, і після смерті Генріха I у 1135 році в країні почалась громадянська війна між прибічниками Стефана Блуаського й Матильди.

## Білий корабель у літературі
- Сцена катастрофи «Білого корабля» є прологом до відомого роману Кена Фоллетта «Стовпи Землі» (1989).
- Також легенду про загибель «Білого корабля» і принца Вільгельма покладено в основу фантастичного роману Володимира Свержина Воронова стража.